# Горная эмблема

Горная эмблема

Горная эмблема (нем. Schlägel und Eisen, англ. Hammer and pick, чеш. Mlátek a želízko) — международный символ горнодобывающей промышленности, шахтного и горного дела в виде скрещённых молота и кирки. Оба эти инструмента в тысячелетней истории добычи угля и руды являлись важнейшими рабочими инструментами шахтёров и рудокопов. 

## История
Кирка и молот были важнейшими инструментами в горном деле на протяжении многих столетий. Одни из первых кирок были обнаружены при археологических раскопках в каменоломнях Великобритании, относящихся к раннему неолиту. Оба инструмента широко применялись по всему миру при пробивке штолен, добыче руды и угля, прокладке шахт в твёрдой каменной породе. Лишь начиная с XVII столетия эта тяжелейшая ручная работа всё более облегчалась взрывными работами с использованием — первоначально — чёрного пороха.
Начиная с первой половины  XVI века горная эмблема в виде скрещённых в форме андреевского креста молота и кирки становится признанным символом и своего рода «шахтёрским гербом» — в такой форме, в какой их обычно после окончания работы складывает горняк — кирка, которую держат рабочие в левой руке, находится в положении рукояткой налево, а молот, которым шахтёр бьёт по горной породе правой рукой — изображается лежащим рукояткой направо. Скрещённое положение инструментов, наложенных крестом один на другой, облегчает их обнаружение и использование в условиях затемнённости под землёй — если их приходится искать на ощупь.
В геральдике  «горная эмблема» изображена на многочисленных гербах областей, городов и поселений — как правило в регионах с богатыми горняцкими традициями и историей.  Эта фигура передаётся обычно в чёрном цвете, либо золотом или серебром.

## Галерея 1

Герб Новой Зеландии
Герб региона Карловы Вары, Чехия
Герб штата Висконсин, США
Герб Гельзенкирхена, Рурская область, Германия
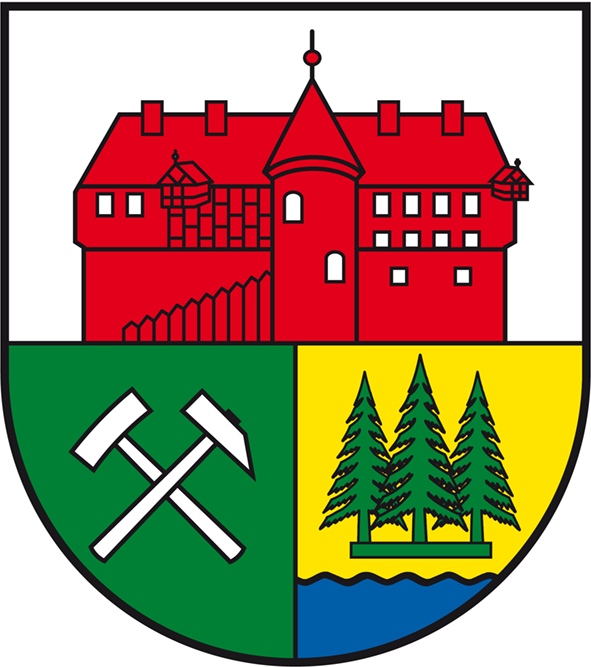
Герб Штиге, Саксония-Анхальт
Герб Бергштадта, Саксония
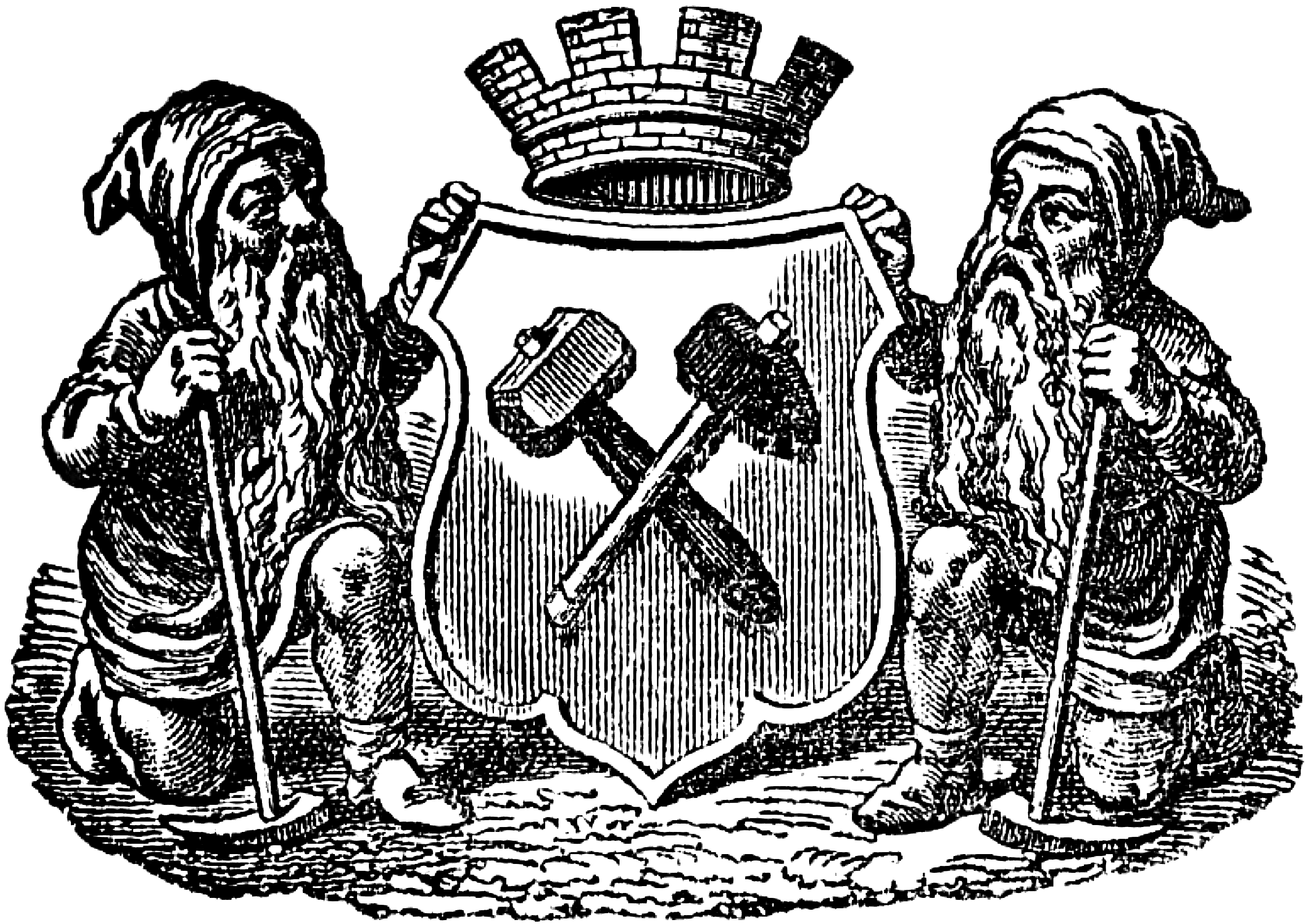
Неофициальная эмблема Горного департамента, Россия, 1875 год
Герб Хофёльса (Германия)
На гербе Абертами (Чехия) в серебре и золоте
На гербе Боденвёра (Германия) в золоте
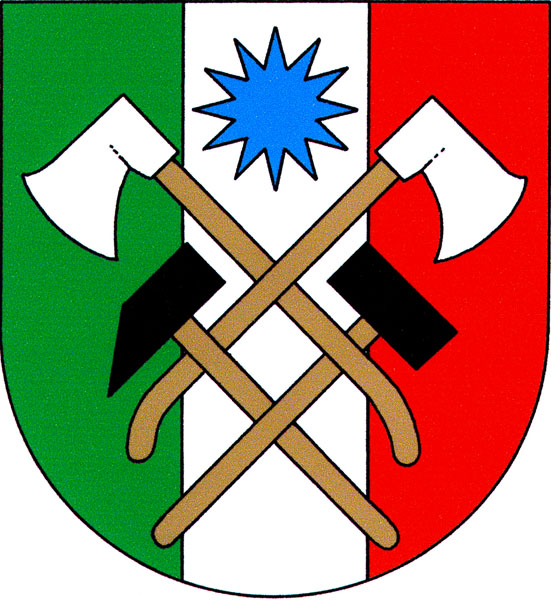
На гербе Тельнице (Чехия) в чёрном цвете
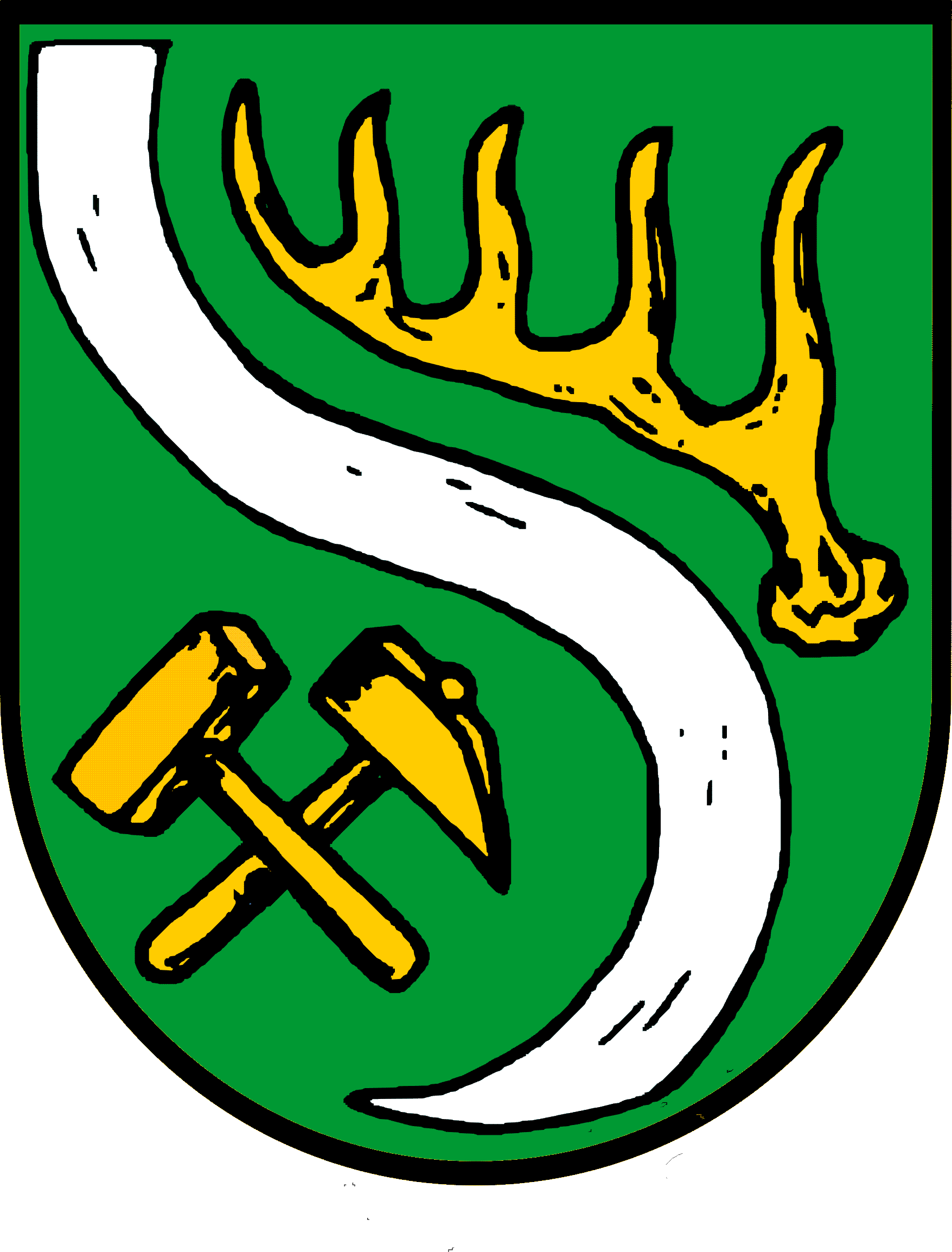
Герб Херцберга-ам-Гарца, Германия. Горная эмблема в золоте

## Символ
В наши дни скрещённые молот и кирка в некоторых случаях используются также как знак или символ, не имеющий отношения к горному делу.
- В ряде государств он символизирует понятие «рабочие дни»
- Также в расписаниях движения транспорта, в том числе железнодорожного «горная эмблема» указывает, что поезда, автобусы или метро функционируют в рабочие дни (при шестидневной рабочей неделе — кроме субботы).
- Используется также в географических картах для обозначения экономических объектов: рудников и проч.

## Эмблемы на униформу
Горная эмблема широко использовалась как элемент униформы в СССР и Российской Федерации. B постановлении ЦК КПСС и Совета Министров СССР от февраля 1976 года «Форменная одежда и знаки различия для руководящих и инженерно-технических работников угольной и сланцевой промышленности и строительства угольных и сланцевых шахт и разрезов», регламентируется её расположение на кокардах, петлицах, погонах и шевронах форменной одежды официально утверждённым образом.

Большая эмблема Военизированных горноспасательных частей (ФГУП «ВГСЧ») МЧС России
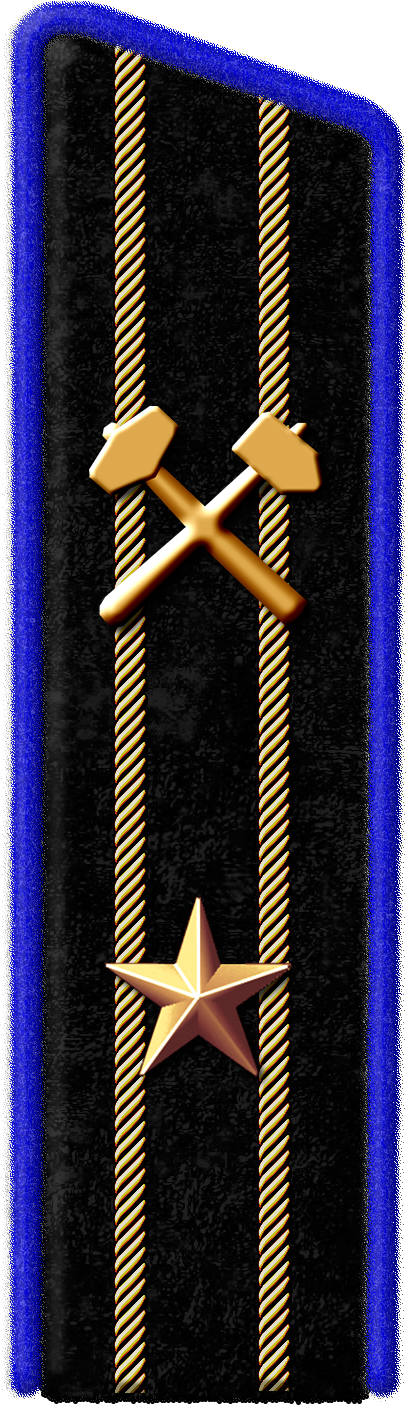
Петлицы Горного директора III ранга. Министерство Угольной Промышлености СССР 1947—1954 годы.
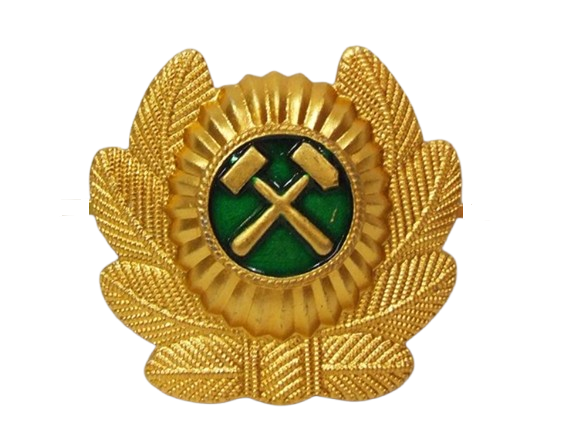
кокарда на фуражку Министерство Угольной Промышлености СССР, первый вариант
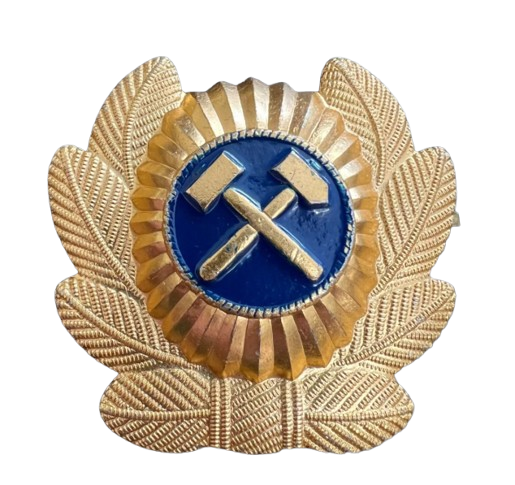
кокарда на фуражку Министерство Угольной Промышлености СССР, второй вариант
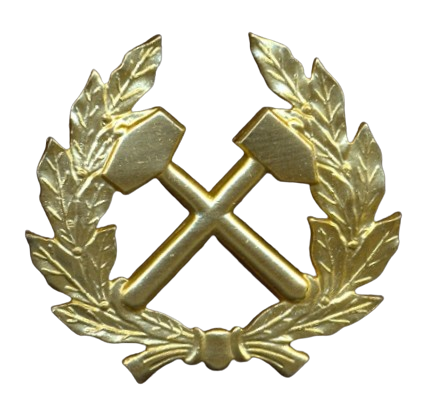
кокарда на фуражку Министерство Угольной Промышлености СССР, третий вариант
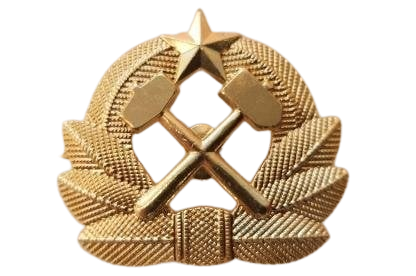
кокарда на фуражку Военизированных горноспасательных частей (ВГСЧ) Министерство Угольной Промышлености СССР